# House of Assembly (St. Vincent und die Grenadinen)
Das House of Assembly ist das Parlament im Einkammersystem von Saint Vincent und die Grenadinen.
Das House of Assembly besteht aus 23 Abgeordneten, davon werden alle fünf Jahre 15 Abgeordnete gewählt und sechs Senatoren ernannt. Hinzu kommen von Amts wegen der Generalstaatsanwalt, der ein Beamter ist und ernannt wird, und der Speaker of the House, der von den Regierungsmitgliedern des Hauses in Absprache mit der Opposition gewählt wird. Wahlberechtigt sind alle Personen ab dem 18. Lebensjahr. 
Bei den Wahlen am 7. Dezember 2005 errang die Unity Labour Party (ULP) 12 Sitze und die New Democratic Party (NDP) 3 Sitze. Bei den Wahlen im Jahr 2010 konnte die ULP nur noch 8 Sitze erringen, die NDP hingegen 7 Sitze. Die Parlamentswahl 2020 fand am 5. November 2020 statt.
Für die Abgeordneten siehe die Liste der Mitglieder im House of Assembly (St. Vincent und die Grenadinen).